# Avenida Palm (Tranvía de San Diego)
La Avenida Palm es una estación del Trolley de San Diego localizada en San Diego, California que funciona con la línea Azul. La siguiente estación Sur es Avenida Iris y la siguiente estación Norte es la Calle Palomar de ambas líneas.

## Zona
La estación se encuentra localizada entre la Avenida Palm y la Calle Hollister cerca del Palm City Plaza Shopping Center. 

## Conexiones
Las líneas de buses que sirven a esta estación son los autobuses de las Rutas 32, 33 y 34.